# Piñas
Piñas ist eine Stadt und ein Municipio in der Provinz El Oro in Südwest-Ecuador sowie Verwaltungssitz des gleichnamigen Kantons. Ferner bildet einen Teil des Municipios die Parroquia urbana Piñas. Die Einwohnerzahl des Municipios betrug im Jahr 2010 17.401. Für den urbanen Bereich des Municipios wurde eine Einwohnerzahl von 15.517 ermittelt.

## Lage
Die 1014 m hoch gelegene Stadt Piñas befindet sich am Westrand der Anden. Sie liegt am Oberlauf des Río Piñas, einem rechten Nebenfluss des Río Pindo, etwa 55 km südöstlich der Provinzhauptstadt Machala. Die Fernstraße E585 von Portovelo nach Saracay führt an Piñas vorbei.

## Municipio
Das 121,5 km² große Municipio Piñas wird aus drei Parroquias urbanas gebildet: Piñas, La Susaya (⊙) und Piñas Grande (⊙). Piñas bildet das Stadtzentrum. La Susaya befindet sich etwa einen Kilometer westlich, Piñas Grande 2 km nordwestlich vom Stadtzentrum.
Das Municipio Piñas grenzt im Westen an die Parroquia Moromoro, im Norden an die Parroquia Ayapamba (Kanton Atahualpa), im Osten an die Parroquias Muluncay, Malvas und Zaruma (alle drei im Kanton Zaruma), im Südosten an Portovelo (Kanton Portovelo) sowie im Süden an die Parroquias San Roque und Capiro.

## Geschichte
Am 30. August 1869 wurde die Parroquia "Merced de las Piñas" im Kanton Zaruma gegründet. Mit der Einrichtung des Kantons Piñas am 8. November 1940 wurde Piñas zu einer Parroquia urbana und Sitz der Kantonsverwaltung.